# Mistrzostwa Europy w Lekkoatletyce 1971 – bieg na 800 m mężczyzn

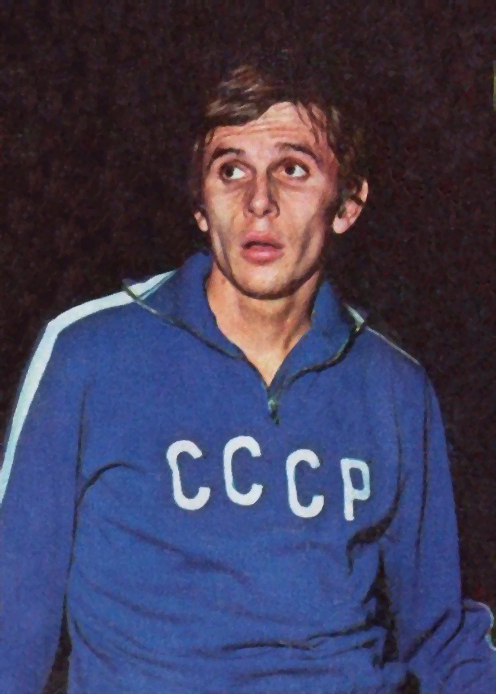
Jewhen Arżanow

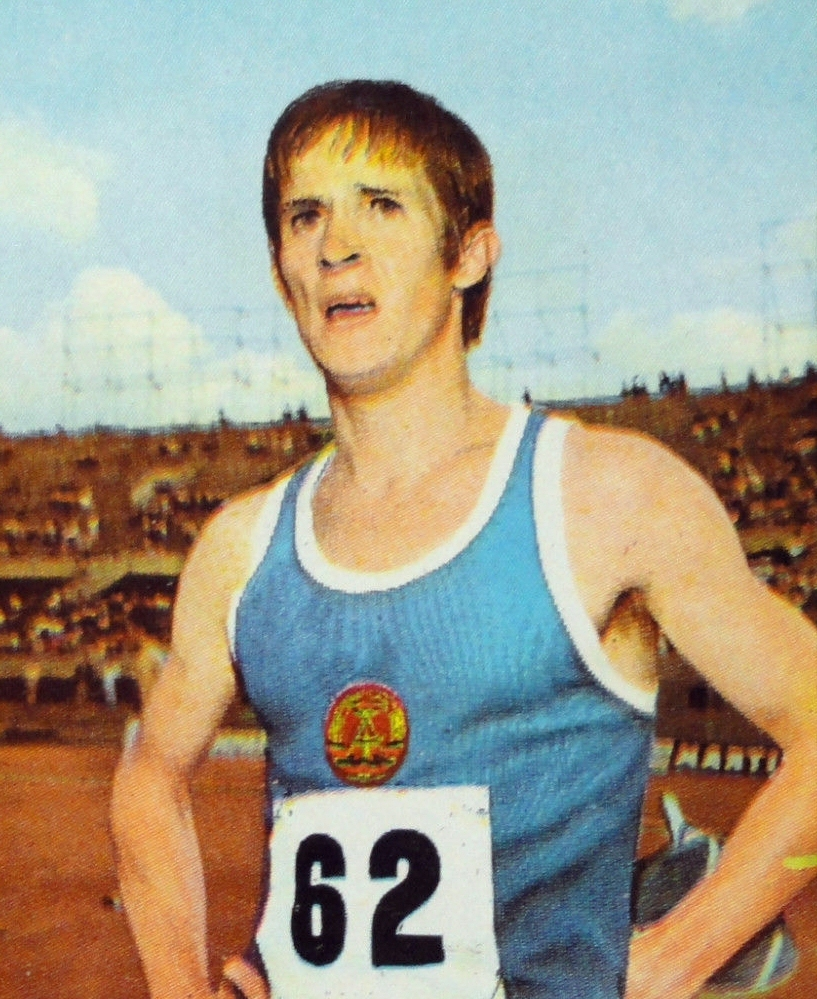
Dieter Fromm

Bieg na dystansie 800 metrów mężczyzn był jedną z konkurencji rozgrywanych podczas X Mistrzostw Europy w Helsinkach. Biegi eliminacyjne zostały rozegrane 10 sierpnia, półfinałowe 11 sierpnia, a bieg finałowy 12 sierpnia 1971 roku. Zwycięzcą tej konkurencji został reprezentant Związku Radzieckiego Jewhen Arżanow. W rywalizacji wzięło udział dwudziestu czterech zawodników z siedemnastu reprezentacji.

## Rekordy
| Rekord świata     | Peter Snell (NZL)        | 1:44,3  | Christchurch, Nowa Zelandia | 03.02.1962 |
| Rekord Europy     | Franz-Josef Kemper (FRG) | 1:44,9  | Hanower, RFN                | 07.08.1966 |
| Rekord mistrzostw | Dieter Fromm (GDR)       | 1:45,98 | Ateny, Grecja               | 19.09.1969 |

## Wyniki

### Eliminacje
Bieg 1
| Miejsce | Zawodnik            | Czas    | Uwagi |
| ------- | ------------------- | ------- | ----- |
| 1       | Dieter Fromm        | 1:48,81 | Q     |
| 2       | Jože Međimurec      | 1:49,15 | Q     |
| 3       | Antonio Fernández   | 1:49,29 | Q     |
| 4       | Markku Aalto        | 1:49,33 | Q     |
| 5       | Hans Bertram        | 1:49,57 |       |
| 6       | Krzysztof Linkowski | 1:51,67 |       |
| 7       | Ragnar Schie        | 1:54,21 |       |

Bieg 2
| Miejsce | Zawodnik                 | Czas    | Uwagi |
| ------- | ------------------------ | ------- | ----- |
| 1       | Andy Carter              | 1:46,82 | Q     |
| 2       | Jens-Bodo Fried          | 1:47,43 | Q     |
| 3       | Stanisław Mieszczerskich | 1:47,49 | Q     |
| 4       | Sjef Hensgens            | 1:47,90 | Q     |
| 5       | Fernando Mamede          | 1:48,44 | NR    |
| 6       | André Boonen             | 1:49,61 |       |
| 7       | Aurelio Falero           | 1:59,75 |       |

Bieg 3
| Miejsce | Zawodnik             | Czas    | Uwagi |
| ------- | -------------------- | ------- | ----- |
| 1       | Jewhen Arżanow       | 1:49,27 | Q     |
| 2       | Gerd Larsen          | 1:49,31 | Q     |
| 3       | Stanisław Waśkiewicz | 1:49,35 | Q     |
| 4       | Peter Browne         | 1:49,41 | Q     |
| 5       | Reiner Föhrenbach    | 1:49,57 |       |
| 6       | Mehmet Tümkan        | 1:49,80 |       |

Bieg 4
| Miejsce | Zawodnik            | Czas    | Uwagi |
| ------- | ------------------- | ------- | ----- |
| 1       | Hans-Henning Ohlert | 1:59,23 | Q     |
| 2       | Jozef Plachý        | 2:00,09 | Q     |
| 3       | Andrzej Kupczyk     | 2:00,13 | Q     |
| 4       | Philippe Meyer      | 2:00,60 | Q     |

### Półfinały
Półfinał 1
| Miejsce | Zawodnik                 | Czas    | Uwagi |
| ------- | ------------------------ | ------- | ----- |
| 1       | Andy Carter              | 1:48,46 | Q     |
| 2       | Hans-Henning Ohlert      | 1:48,66 | Q     |
| 3       | Jože Međimurec           | 1:48,92 | Q     |
| 4       | Philippe Meyer           | 1:48,94 | Q     |
| 5       | Stanisław Waśkiewicz     | 1:49,10 |       |
| 6       | Stanisław Mieszczerskich | 1:49,10 |       |
| 7       | Gerd Larsen              | 1:49,33 |       |
| 8       | Markku Aalto             | 1:50,61 |       |

Półfinał 2
| Miejsce | Zawodnik          | Czas    | Uwagi |
| ------- | ----------------- | ------- | ----- |
| 1       | Dieter Fromm      | 1:48,60 | Q     |
| 2       | Jewhen Arżanow    | 1:48,96 | Q     |
| 3       | Peter Browne      | 1:49,03 | Q     |
| 4       | Jozef Plachý      | 1:49,07 | Q     |
| 5       | Andrzej Kupczyk   | 1:49,28 |       |
| 6       | Antonio Fernández | 1:49,92 |       |
| 7       | Sjef Hensgens     | 1:50,20 |       |
| 8       | Jens-Bodo Fried   | 1:50,54 |       |

### Finał
| Miejsce | Zawodnik            | Czas    | Uwagi |
| ------- | ------------------- | ------- | ----- |
| 1       | Jewhen Arżanow      | 1:45,62 | CR    |
| 2       | Dieter Fromm        | 1:45,96 |       |
| 3       | Andy Carter         | 1:46,16 | NR    |
| 4       | Hans-Henning Ohlert | 1:46,87 |       |
| 5       | Peter Browne        | 1:47,00 |       |
| 6       | Jozef Plachý        | 1:47,33 |       |
| 7       | Jože Međimurec      | 1:48,44 |       |
| 8       | Philippe Meyer      | 1:50,91 |       |